# Amy Adams
Amy Lou Adams, född 20 augusti 1974 i Vicenza i Italien, är en amerikansk skådespelare och sångare. Adams är känd för bland annat Catch Me If You Can (2002) och Förtrollad (2007).
Amy Adams har oscarnominerats sammanlagt sex gånger, en gång i kategorin Bästa kvinnliga huvudroll; 2014 för sin roll i American Hustle, och fem gånger i kategorin Bästa kvinnliga biroll; 2006 för sin roll i Junebug, 2009 för Tvivel, 2011 för The Fighter, 2013 för The Master och 2019 för Vice. 
Utöver dessa har hon även Golden Globe-nominerats nio gånger. Vid Golden Globe-galan 2014 prisades hon i kategorin Bästa kvinnliga skådespelare i en komedi eller musikal för sin roll i American Hustle. Året därpå prisades hon i samma kategori för rollen som konstnären Margaret Keane i Big Eyes.
Amy Adams har en dotter, Aviana, född 2010, tillsammans med Darren Le Gallo, som hon träffade 2001 och gifte sig med 2015.

## Filmografi

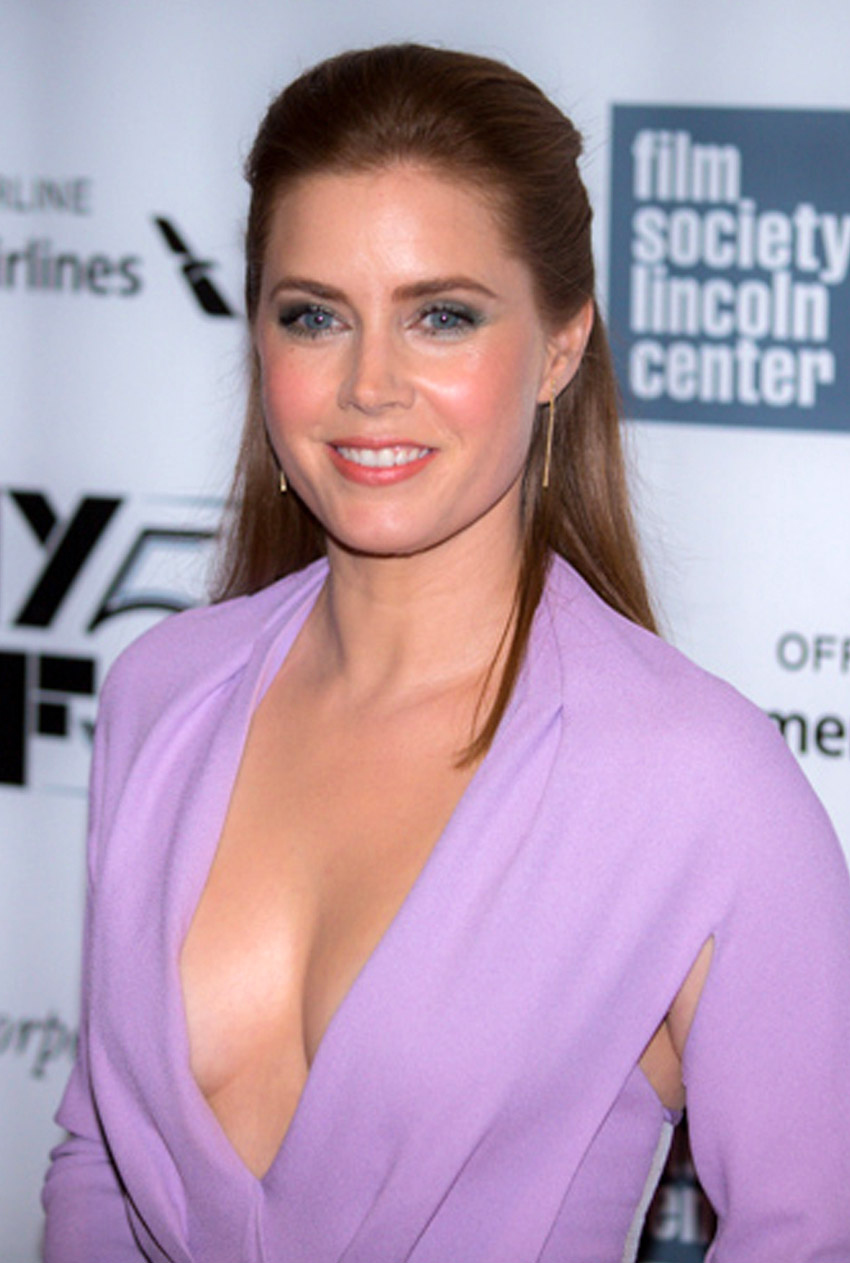
Adams vid premiären av Her i New York 2013.

### Filmer
| År   | Titel                                       | Roll                | Noteringar                           |
| ---- | ------------------------------------------- | ------------------- | ------------------------------------ |
| 1999 | Drop Dead Gorgeous                          | Leslie Miller       |                                      |
| 2000 | Psycho Beach Party                          | Marvel Ann          |                                      |
| 2000 | En djävulsk romans 2                        | Kathryn Merteuil    | Direkt till video                    |
| 2002 | The Slaughter Rule                          | Doreen              |                                      |
| 2002 | Pumpkin                                     | Alex                |                                      |
| 2002 | Serving Sara                                | Kate                |                                      |
| 2002 | Catch Me If You Can                         | Brenda Strong       |                                      |
| 2004 | Galen i sex                                 | Alexis              |                                      |
| 2005 | Junebug                                     | Ashley              |                                      |
| 2005 | The Wedding Date                            | Amy                 |                                      |
| 2005 | Standing Still                              | Elise               |                                      |
| 2006 | Talladega Nights: The Ballad of Ricky Bobby | Susan               |                                      |
| 2006 | Pennies                                     | Charlotte Brown     | Kortfilm                             |
| 2006 | Tenacious D: Världens bästa rockband        | Vacker kvinna       |                                      |
| 2006 | The Ex                                      | Abby March          |                                      |
| 2007 | Underdog                                    | Polly (röst)        |                                      |
| 2007 | Förtrollad                                  | Giselle             |                                      |
| 2007 | Charlie Wilson's War                        | Bonnie Bach         |                                      |
| 2008 | Sunshine Cleaning                           | Rose                |                                      |
| 2008 | Miss Pettigrew Lives for a Day              | Delysia             |                                      |
| 2008 | Tvivel                                      | Syster James        |                                      |
| 2009 | Natt på museet 2                            | Amelia Earhart      |                                      |
| 2009 | Julie & Julia                               | Julie Powell        |                                      |
| 2009 | Moonlight Serenade                          | Chloe               | Direkt till video                    |
| 2010 | Skottår                                     | Anna Brady          |                                      |
| 2010 | Love & Distrust                             | Charlotte Brown     | Direkt till video Segment: "Pennies" |
| 2010 | The Fighter                                 | Charlene Fleming    |                                      |
| 2011 | Mupparna                                    | Mary                |                                      |
| 2012 | On the Road                                 | Jane / Joan Vollmer |                                      |
| 2012 | The Master                                  | Peggy Dodd          |                                      |
| 2012 | Trouble with the Curve                      | Mickey              |                                      |
| 2013 | Man of Steel                                | Lois Lane           |                                      |
| 2013 | Her                                         | Amy                 |                                      |
| 2013 | American Hustle                             | Sydney Prosser      |                                      |
| 2014 | Lullaby                                     | Emily               |                                      |
| 2014 | Big Eyes                                    | Margaret Keane      |                                      |
| 2016 | Batman v Superman: Dawn of Justice          | Lois Lane           |                                      |
| 2016 | Arrival                                     | Dr. Louise Banks    |                                      |
| 2016 | Nocturnal Animals                           | Susan Morrow        |                                      |
| 2017 | Justice League                              | Lois Lane           |                                      |
| 2018 | Vice                                        | Lynne Cheney        |                                      |
| 2020 | Hillbilly Elegy                             | Bev Vance           |                                      |
| 2021 | Zack Snyder's Justice League                | Lois Lane           |                                      |
| 2021 | Kvinnan i fönstret                          | Dr. Anna Fox        |                                      |
| 2021 | Dear Evan Hansen                            | Cynthia Murphy      |                                      |
| 2022 | Avförtrollad                                | Giselle             | även producent                       |
| 2024 | Nightbitch                                  | mamman              | även producent                       |
| 2025 | Klara and the Sun                           | Chrissie            |                                      |

### Television
| År        | Titel                    | Roll                        | Noteringar                              |
| --------- | ------------------------ | --------------------------- | --------------------------------------- |
| 2000      | That '70s Show           | Kat Peterson                | Avsnitt: "Burning Down the House"       |
| 2000      | Förhäxad                 | Maggie Murphy               | Avsnitt: "Murphy's Luck"                |
| 2000      | Zoe, Duncan, Jack & Jane | Dinah                       | Avsnitt: "Tall, Dark and Duncan's Boss" |
| 2000      | Providence               | Rebecca "Becka" Taylor      | Avsnitt: "The Good Doctor"              |
| 2000      | Buffy och vampyrerna     | Cousin Beth                 | Avsnitt: "Family"                       |
| 2001      | Smallville               | Jodi Melville               | Avsnitt: "Craving"                      |
| 2002      | Vita huset               | Cathy                       | 2 avsnitt                               |
| 2004      | Hemma hos Hill           | Merilynn / Sunshine / Misty | 3 avsnitt                               |
| 2004      | Dr. Vegas                | Alice Doherty               | 5 avsnitt                               |
| 2005–2006 | The Office               | Katy                        | 3 avsnitt                               |
| 2018      | Sharp Objects            | Camille Preaker             | 8 avsnitt; även exekutiv producent      |